# Bruce Frantzis

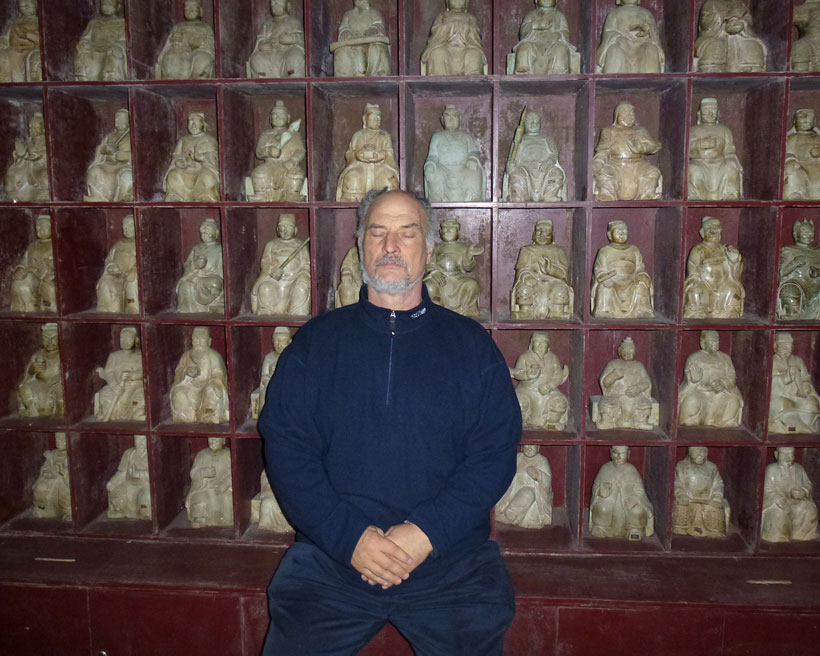
Bruce Frantzis

Bruce Frantzis (New York, april 1949) is zowel in Europa als in de Verenigde Staten een bekende tai-chileraar en auteur. Hij bestudeerde verschillende vormen van tai chi chuan zoals de Yang-stijl tai chi chuan en Wu-stijl tai chi chuan, alsmede de neijia interne Chinese vechtsporten als Xing Yi Quan en Baguazhang.
Frantzis groeide op in Manhattan in New York. In zijn tienerjaren kwam hij voor het eerst in contact met de vechtsporten. Hij stortte zich op judo, karate, jiujitsu en aikido. Toen hij 18 jaar werd, verliet hij zijn ouders en reisde naar Japan om aldaar te studeren en aikido en karate te trainen.
Andere reizen brachten hem voor enkele jaren naar India om yoga te bestuderen. Eind jaren zeventig en in de jaren tachtig woonde hij in China en Taiwan waar hij alle aspecten van tai chi chuan leerde van meester Liu Hung-Chieh (en ook van Xing Yi, Bagua, Qigong en anderen), die op zijn beurt een leerling was van Wu Jianquan (Wu Chien-ch'uan). Frantzis mocht zichzelf uiteindelijk tai-chimeester noemen.
Enige van zijn werken zijn:
- (nl)  De Chi Revolutie, werken met de levensenergie, ISBN 978-90-6963-853-9
- (en)  Opening the energy gates of your body, ISBN 1-58394-146-0
- (en)  The Power of Internal Martial Arts: Combat Secrets of Ba Gua, Tai Chi, and Hsing-I, ISBN 978-1-55643-253-8
- (en)  Relaxing Into Your Being, ISBN 978-1-55643-407-5
- (en)  Tai Chi: Health for Life: How and Why It Works for Health, Stress Relief and Longevity, ISBN 978-1-58394-144-7
- (en)  The Great Stillness: Body Awareness, Moving Meditation & Sexual Chi Gung, ISBN 978-1-55643-408-2